# Roburnia karschioides
Roburnia karschioides är en svampart som beskrevs av Josef Velenovský 1947. Roburnia karschioides ingår i släktet Roburnia, ordningen disksvampar, klassen Leotiomycetes, divisionen sporsäcksvampar och riket svampar.   Inga underarter finns listade i Catalogue of Life.